# Soldatenfriedhof Saint-Symphorien
Koordinaten: 50° 26′ 6,2″ N, 4° 0′ 34,2″ O

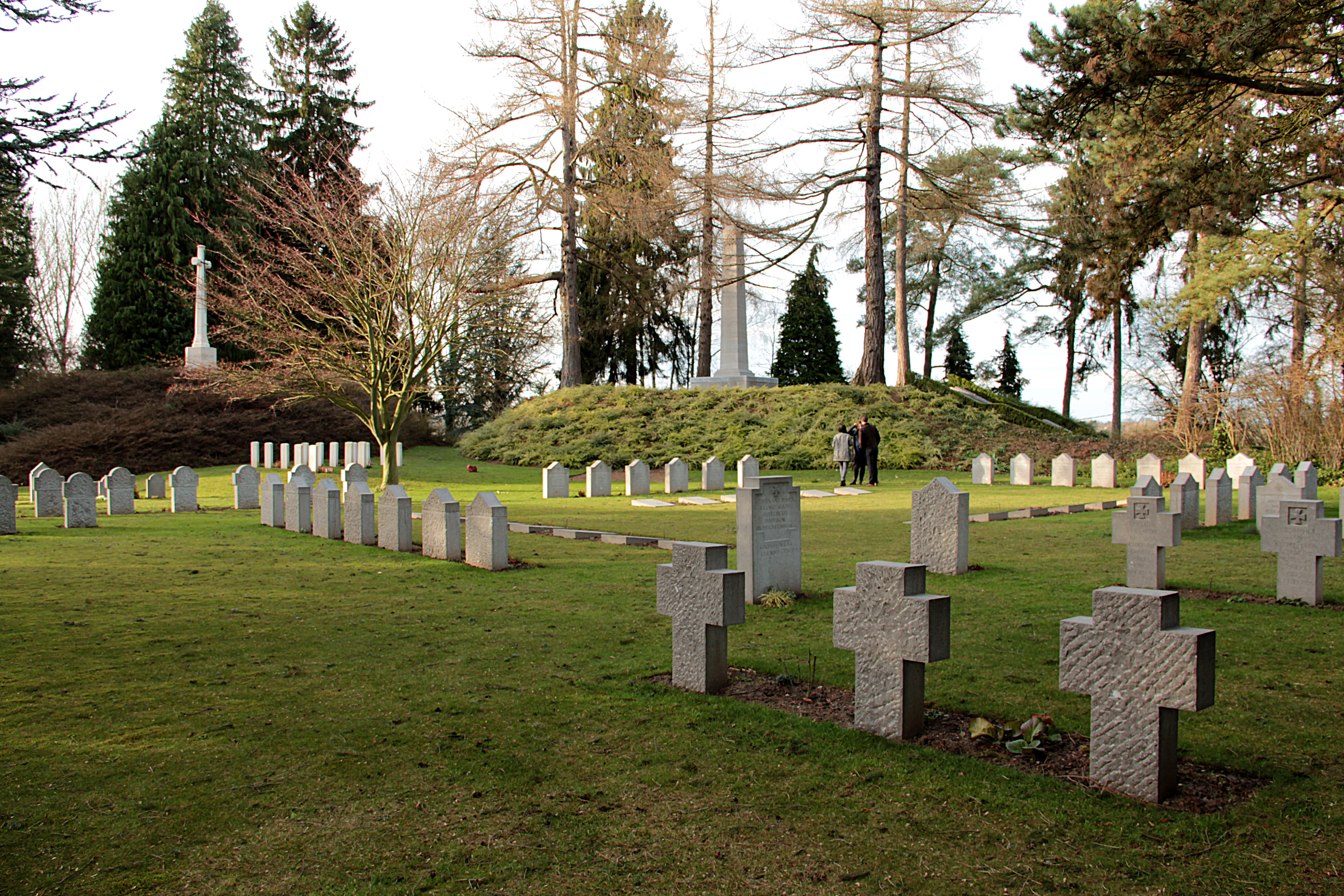
Soldatenfriedhof Saint-Symphorien

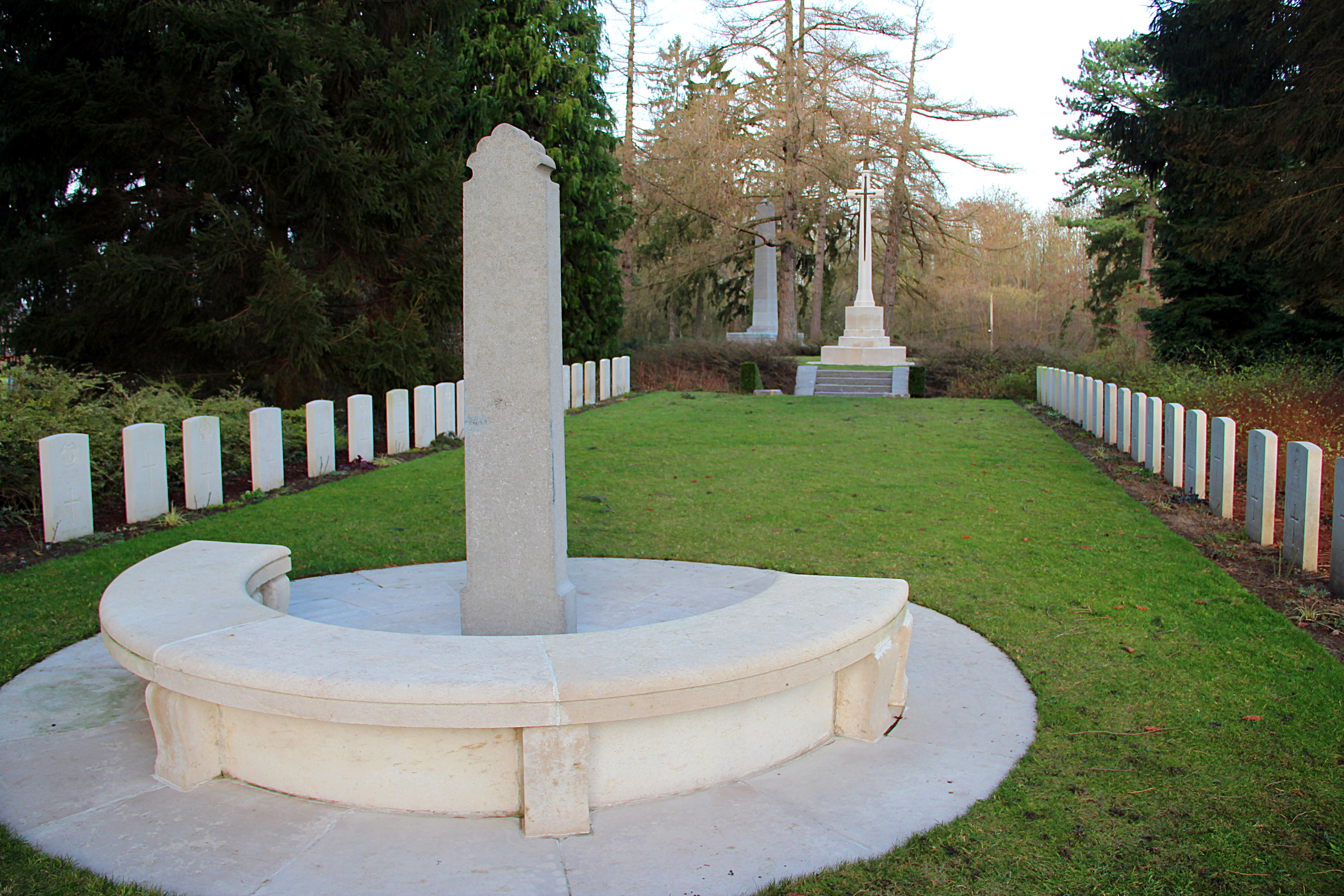
Britisches Denkmal

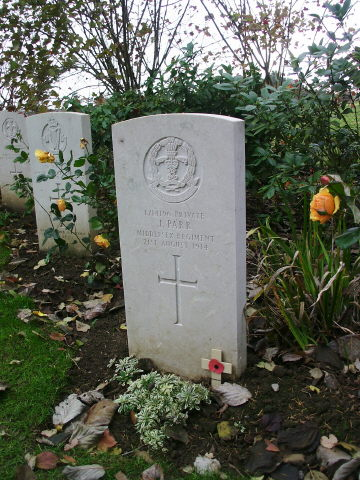
Grabstein von John Parr

Der Soldatenfriedhof Saint-Symphorien befindet sich etwa zwei Kilometer östlich von Mons in der belgischen Provinz Hainaut.
Der Friedhof wurde von deutschen Truppen im August 1914 nach der Schlacht bei Mons angelegt und bis November 1918 auch von diesen betrieben. Bei Kriegsende im November 1918 befanden sich 245 deutsche und 188 alliierte Gräber auf dem Friedhof. Durch Umbettungen aus umliegenden Friedhöfen stieg die Zahl der Gräber auf heute 284 deutsche Gräber und 229 alliierte Soldaten, darunter 65 Unbekannte. Die Gräber der beiden Kriegsparteien sind durch unterschiedlich gestaltete Grabsteine gekennzeichnet. Der Friedhof wird von einem Obelisken überragt, den die Deutschen nach der Schlacht bei Mons für die Toten beider Kriegsparteien errichteten. Auf dem Friedhof befinden sich die Gräber von John Parr – dem ersten alliierten Soldaten, der im Ersten Weltkrieg starb – und George Edwin Ellison und George Lawrence Price, den letzten beiden alliierten Soldaten, die im Ersten Weltkrieg fielen.

## UNESCO-Weltkulturerbe
Als Grab- und Gedenkstätte des Ersten Weltkriegs gehört der „Soldatenfriedhof Saint-Symphorien“ seit 2023 zum UNESCO-Welterbe in Frankreich.